# Parmotrema blanchetii
Parmotrema blanchetii är en lavart som först beskrevs av Hue, och fick sitt nu gällande namn av . Parmotrema blanchetii ingår i släktet Parmotrema och familjen Parmeliaceae.   Inga underarter finns listade i Catalogue of Life.